# الحكير لاند
الحكير لاند هي مدينة ملاهي ترفيهية تأسست عام 1978م في السعودية بمدينة الرياض، وهي واحدة من المدن الترفيهية في الرياض التي تقدم أنشطة ترفيهية. تقدر مساحة هذه المدينة بحوالي 10 ألف متر مربع.